# Амодово
Амодово — село в Читинском районе Забайкальского края России. Входит в состав сельского поселения «Сивяковское». Основано в 1737 году.

## География
Село находится на левом берегу реки Ближней Амодовки (бассейн Ингоды), в 3 км к юго-западу (SSW) от центра сельского поселения, 
села Сивяково. Абсолютная высота — 663 метра над уровнем моря.
Климат
Климат характеризуется как резко континентальный с продолжительной холодной малоснежной зимой и коротким тёплым летом. Среднегодовая температура воздуха составляет −4,3 — −2,5 °С. Средняя многолетняя температура самого холодного месяца (января) составляет −28 — −20 °С, температура самого тёплого (июля) — 15 — 18 °С. Среднегодовое количество осадков — 300—400 мм.
Часовой пояс
Село Амодово находится в часовой зоне МСК+6. Смещение применяемого времени относительно UTC составляет +9:00.

## Население
| 2010 | 2021 |
| ---- | ---- |
| 82   | ↗86  |

Половой состав
По данным Всероссийской переписи населения 2010 года в гендерной структуре населения мужчины составляли 45,1 %, женщины — соответственно 54,9 %.
Национальный состав
Согласно результатам переписи 2002 года, в национальной структуре населения русские составляли 89 % из 90 чел.

## Инфраструктура
Действует фельдшерско-акушерский пункт.